# Rhagonycha meridionalis
Rhagonycha meridionalis es una especie de coleóptero de la familia Cantharidae.

## Distribución geográfica
Habita en Francia.